# Nasser Zefzafi

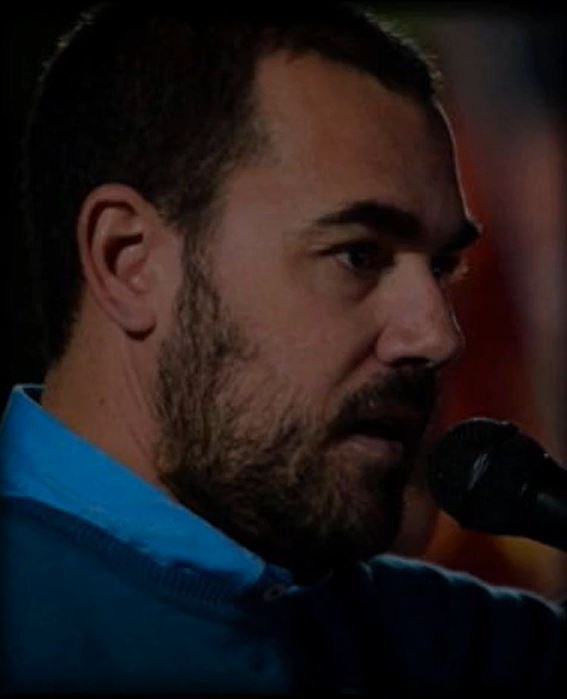
Nasser Zefzafi (Standbild aus Video)

Nasser Zefzafi (Berberisch: ⵏⴰⵚⵔ ⴰⵣⴼⵣⴰⴼ Naṣer Azefzaf, arabisch ناصر الزفزافي, DMG Nāṣir az-Zafzāfī; * 4. November 1979 in Al Hoceïma, Marokko) ist ein marokkanischer politischer Aktivist. Er ist der Anführer der Protestbewegung Hirak Rif und wurde am 26. Juni 2018 zu 20 Jahren Haft verurteilt.

## Leben
Nasser Zefzafi ist ein marokkanischer Aktivist und Gründer der Hirak-Bewegung, die sich für soziale und wirtschaftliche Gerechtigkeit in Marokko einsetzt. Geboren wurde Zefzafi am 1. Oktober 1979 in Al Hoceima, einer Stadt im Norden Marokkos. Seine Familie gehört zu den Imazighen, einer ethnischen Gruppe, die einen bedeutenden Teil der Bevölkerung des Landes ausmacht.
Die politische Aktivität von Nasser Zefzafi begann sich in den Jahren vor 2016 zu entwickeln. Der Auslöser für sein verstärktes Engagement war der Tod eines Fischhändlers namens Mouhcine Fikri im Oktober 2016. Fikri wurde von einem Müllwagen zerdrückt, als er versuchte, beschlagnahmten Fisch zurückzufordern. Das Ereignis führte zu weit verbreiteten Protesten in der Region Rif, in der Al Hoceima liegt.
Die Hirak-Bewegung, die als Reaktion auf diese Unruhen entstand, fordert soziale, wirtschaftliche und politische Reformen in Marokko. Nasser Zefzafi wurde zu einem der führenden Köpfe dieser Bewegung und spielte eine wichtige Rolle bei der Organisation von Protesten. Die Demonstranten forderten unter anderem bessere Arbeitsbedingungen, Infrastrukturentwicklung und die Bekämpfung der Korruption.
Im Mai 2017 wurde Nasser Zefzafi verhaftet, nachdem er öffentlich die Missstände in der Region Rif angeprangert hatte. Er wurde wegen Anstiftung zum Aufruhr, Beeinträchtigung der öffentlichen Ordnung und anderer Anklagepunkte verurteilt. Der Prozess gegen Zefzafi und andere Mitglieder der Hirak-Bewegung wurde international kritisiert, da viele Menschenrechtsorganisationen und Aktivisten behaupteten, die Anklagen seien politisch motiviert.
Im Juni 2018 wurden Zefzafi und mehrere andere Aktivisten zu langen Haftstrafen verurteilt. Die Verurteilungen lösten erneut Proteste aus, sowohl innerhalb Marokkos als auch international. Nasser Zefzafi wurde zu 20 Jahren Gefängnis verurteilt.
Die Hirak-Bewegung hat weiterhin Einfluss in Marokko, und die Forderungen nach sozialen und politischen Reformen halten an. Nasser Zefzafi bleibt eine Symbolfigur für die Forderung nach Gerechtigkeit und Freiheit in Marokko, trotz seiner Inhaftierung.

## Proteste
Die Proteste wurden im November 2016 durch den Tod Mouhcine Fikris ausgelöst, einem Fischhändler, der bei einer behördlichen Kontrolle in der Presse eines Mülllasters ums Leben kam. Es kam der Verdacht auf, dass es zu dem Vorfall kam, weil Fikri sich geweigert hatte, Bestechungsgeld zu zahlen. Daraufhin brach eine Protestwelle aus und es wurden Analogien zu dem Fall Mohamed Bouazizi gezogen. Die resultierende Protestbewegung Hirak Rif unter Nasser Zefzafi rief zu Demonstrationen auf, denen Zehntausende folgten; dies führte zu den größten landesweiten Protesten in Marokko seit dem Arabischen Frühling. Die Proteste dauern seitdem an. Jüngst kam es im April 2019 zu Protesten Tausender der Hirak-Bewegung in Rabat, und weitere Proteste wurden angekündigt.

## Urteil des Berufungsgerichts
Am 5. April 2019 wurde das Urteil über Zefzafi und weitere Angeklagte der Hirak-Bewegung in letzter Instanz vom Berufungsgericht in Casablanca bestätigt. Demnach wurde Zefzafi wegen Anstiftung zur Unruhe und Widerstand gegen die Staatsgewalt zu 20 Jahren Haft verurteilt. Durch die besondere Schwere der Tat sei die Sicherheit des Staates bedroht gewesen.

## Belege
1. ↑  Deutsche Welle - Marokkaner demonstrieren für zivile Rechte, 29. Juni 2018
2. ↑  Maghreb Post - Proteste in Al Hoceima nach Tod eines Fischhändlers, 30. Oktober 2016
3. ↑  Qantara.de - Wenn die Angst regiert, 11.Juli 2018
4. ↑  Süddeutsche Zeitung - Marokko erlebt einen zweiten Arabischen Frühling, 14. Juli 2017
5. ↑  Deutschlandfunk: Wehrdienst gegen den Protest? 27. April 2019.
6. ↑  Maghreb Post: Marokko – Berufungsgericht bestätigt Hirak – Urteil, 6. April 2019

| Personendaten    | Personendaten                          |
| ---------------- | -------------------------------------- |
| NAME             | Nasser Zefzafi                         |
| KURZBESCHREIBUNG | marokkanischer Führer der Rif-Bewegung |
| GEBURTSDATUM     | 4. November 1979                       |
| GEBURTSORT       | Al Hoceïma                             |